# Gran Premio motociclistico della Malesia 2001
Il Gran Premio motociclistico della Malesia 2001 corso il 21 ottobre, è stato il quindicesimo Gran Premio della stagione 2001 e ha visto vincere la Honda di Valentino Rossi nella classe 500, Daijirō Katō nella 250 e Yōichi Ui nella 125.
Al termine della gara viene assegnato matematicamente il titolo iridato della classe 250, conquistato da Daijirō Katō.

## Classe 500

### Arrivati al traguardo
| Pos | Nº | Pilota            | Squadra                    | Motocicletta | Giri | Tempo     | Griglia | Punti |
| --- | -- | ----------------- | -------------------------- | ------------ | ---- | --------- | ------- | ----- |
| 1   | 46 | Valentino Rossi   | Nastro Azzurro Honda       | Honda        | 21   | 44:46.652 | 2       | 25    |
| 2   | 65 | Loris Capirossi   | West Honda Pons            | Honda        | 21   | +3.551    | 1       | 20    |
| 3   | 5  | Garry McCoy       | Red Bull Yamaha WCM        | Yamaha       | 21   | +4.722    | 4       | 16    |
| 4   | 56 | Shin'ya Nakano    | Gauloises Yamaha Tech 3    | Yamaha       | 21   | +5.005    | 6       | 13    |
| 5   | 11 | Tōru Ukawa        | Repsol YPF Honda           | Honda        | 21   | +8.807    | 12      | 11    |
| 6   | 28 | Àlex Crivillé     | Repsol YPF Honda           | Honda        | 21   | +12.192   | 11      | 10    |
| 7   | 4  | Alex Barros       | West Honda Pons            | Honda        | 21   | +15.682   | 5       | 9     |
| 8   | 15 | Sete Gibernau     | Telefonica Movistar Suzuki | Suzuki       | 21   | +18.772   | 8       | 8     |
| 9   | 41 | Noriyuki Haga     | Red Bull Yamaha WCM        | Yamaha       | 21   | +27.012   | 14      | 7     |
| 10  | 7  | Carlos Checa      | Marlboro Yamaha            | Yamaha       | 21   | +28.829   | 13      | 6     |
| 11  | 10 | José Luis Cardoso | Antena 3 Yamaha-d'Antin    | Yamaha       | 21   | +29.007   | 17      | 5     |
| 12  | 14 | Anthony West      | Dee Cee Jeans Racing       | Honda        | 21   | +1:02.166 | 19      | 4     |
| 13  | 6  | Norick Abe        | Antena 3 Yamaha-d'Antin    | Yamaha       | 21   | +1:20.535 | 10      | 3     |
| 14  | 18 | Brendan Clarke    | Shell Advance Honda        | Honda        | 21   | +2:04.455 | 23      | 2     |
| 15  | 9  | Leon Haslam       | Shell Advance Honda        | Honda        | 21   | +2:04.500 | 21      | 1     |

### Ritirati
| Nº | Pilota           | Squadra                    | Motocicletta | Giri | Griglia |
| -- | ---------------- | -------------------------- | ------------ | ---- | ------- |
| 19 | Olivier Jacque   | Gauloises Yamaha Tech 3    | Yamaha       | 12   | 7       |
| 21 | Barry Veneman    | Dee Cee Jeans Racing       | Honda        | 7    | 20      |
| 12 | Haruchika Aoki   | Arie Molenaar Racing       | Honda        | 6    | 16      |
| 16 | Johan Stigefelt  | Sabre Sport                | Sabre V4     | 5    | 22      |
| 1  | Kenny Roberts Jr | Telefonica Movistar Suzuki | Suzuki       | 3    | 9       |
| 3  | Max Biaggi       | Marlboro Yamaha            | Yamaha       | 3    | 3       |
| 80 | Kurtis Roberts   | Proton TEAM KR             | Proton KR    | 2    | 18      |

### Non partito
| Nº | Pilota                   | Squadra        | Motocicletta | Griglia |
| -- | ------------------------ | -------------- | ------------ | ------- |
| 17 | Jurgen van den Goorbergh | Proton TEAM KR | Proton KR    | 15      |

## Classe 250

### Arrivati al traguardo
| Pos | Nº | Pilota             | Squadra                     | Motocicletta | Giri | Tempo     | Griglia | Punti |
| --- | -- | ------------------ | --------------------------- | ------------ | ---- | --------- | ------- | ----- |
| 1   | 74 | Daijirō Katō       | Telefonica Movistar Honda   | Honda        | 20   | 43:22.487 | 1       | 25    |
| 2   | 31 | Tetsuya Harada     | MS Aprilia Racing           | Aprilia      | 20   | +14.893   | 6       | 20    |
| 3   | 10 | Fonsi Nieto        | Valencia Circuit Aspar      | Aprilia      | 20   | +15.892   | 2       | 16    |
| 4   | 15 | Roberto Locatelli  | MS Eros Ramazzotti Racing   | Aprilia      | 20   | +19.748   | 7       | 13    |
| 5   | 99 | Jeremy McWilliams  | MS Aprilia Racing           | Aprilia      | 20   | +35.867   | 9       | 11    |
| 6   | 21 | Franco Battaini    | MS Eros Ramazzotti Racing   | Aprilia      | 20   | +46.364   | 13      | 10    |
| 7   | 8  | Naoki Matsudo      | Petronas Sprinta Yamaha TVK | Yamaha       | 20   | +46.408   | 12      | 9     |
| 8   | 66 | Alex Hofmann       | Racing Factory              | Aprilia      | 20   | +46.731   | 11      | 8     |
| 9   | 50 | Sylvain Guintoli   | Equipe de France - Scrab GP | Aprilia      | 20   | +56.513   | 14      | 7     |
| 10  | 44 | Roberto Rolfo      | Safilo Oxydo Race           | Aprilia      | 20   | +58.914   | 4       | 6     |
| 11  | 5  | Marco Melandri     | MS Aprilia Racing           | Aprilia      | 20   | +1:00.301 | 8       | 5     |
| 12  | 81 | Randy de Puniet    | Equipe de France - Scrab GP | Aprilia      | 20   | +1:00.689 | 5       | 4     |
| 13  | 37 | Luca Boscoscuro    | Campetella Racing           | Aprilia      | 20   | +1:09.730 | 15      | 3     |
| 14  | 6  | Alex Debón         | Valencia Circuit Aspar      | Aprilia      | 20   | +1:09.953 | 17      | 2     |
| 15  | 42 | David Checa        | Team Fomma                  | Honda        | 20   | +1:10.810 | 18      | 1     |
| 16  | 16 | David Tomás        | By Queroseno Racing         | Honda        | 20   | +1:10.847 | 23      |       |
| 17  | 11 | Riccardo Chiarello | Aprilia Grand Prix          | Aprilia      | 20   | +1:12.008 | 16      |       |
| 18  | 24 | Jason Vincent      | QUB Team Optimum            | Yamaha       | 20   | +1:26.290 | 22      |       |
| 19  | 20 | Jerónimo Vidal     | PR2 - Damas                 | Aprilia      | 20   | +1:30.098 | 24      |       |
| 20  | 22 | David de Gea       | Antena 3 Yamaha-d'Antin     | Yamaha       | 20   | +1:37.261 | 21      |       |
| 21  | 55 | Diego Giugovaz     | MS Aprilia Racing           | Aprilia      | 20   | +1:37.635 | 25      |       |
| 22  | 36 | Luis Costa         | Antena 3 Yamaha-d'Antin     | Yamaha       | 20   | +1:49.118 | 26      |       |
| 23  | 27 | Shaun Geronimi     | Edo Racing                  | Yamaha       | 19   | +1 giro   | 29      |       |

### Ritirati
| Nº | Pilota          | Squadra                     | Motocicletta | Giri | Griglia |
| -- | --------------- | --------------------------- | ------------ | ---- | ------- |
| 57 | Lorenzo Lanzi   | Campetella Racing           | Aprilia      | 11   | 19      |
| 14 | Katja Poensgen  | Shell Advance Honda         | Honda        | 9    | 27      |
| 7  | Emilio Alzamora | Telefonica Movistar Honda   | Honda        | 8    | 3       |
| 9  | Sebastián Porto | Dark Dog Yamaha Kurz        | Yamaha       | 6    | 20      |
| 18 | Shahrol Yuzy    | Petronas Sprinta Yamaha TVK | Yamaha       | 2    | 10      |

### Non partito
| Nº | Pilota       | Squadra              | Motocicletta | Griglia |
| -- | ------------ | -------------------- | ------------ | ------- |
| 23 | Cesar Barros | Dark Dog Yamaha Kurz | Yamaha       | 28      |

### Non qualificato
| Nº | Pilota         | Squadra         | Motocicletta |
| -- | -------------- | --------------- | ------------ |
| 45 | Stuart Edwards | Fujitsu Siemens | Yamaha       |

## Classe 125

### Arrivati al traguardo
| Pos | Nº | Pilota             | Squadra                 | Motocicletta | Giri | Tempo     | Griglia | Punti |
| --- | -- | ------------------ | ----------------------- | ------------ | ---- | --------- | ------- | ----- |
| 1   | 41 | Yōichi Ui          | L & M Derbi             | Derbi        | 19   | 43:21.269 | 2       | 25    |
| 2   | 54 | Manuel Poggiali    | Gilera Racing           | Gilera       | 19   | +2.078    | 8       | 20    |
| 3   | 9  | Lucio Cecchinello  | MS Aprilia LCR          | Aprilia      | 19   | +2.196    | 3       | 16    |
| 4   | 26 | Daniel Pedrosa     | Telefonica Movistar jnr | Honda        | 19   | +3.161    | 4       | 13    |
| 5   | 23 | Gino Borsoi        | LAE - UGT 3000          | Aprilia      | 19   | +3.987    | 5       | 11    |
| 6   | 24 | Toni Elías         | Telefonica Movistar jnr | Honda        | 19   | +4.265    | 1       | 10    |
| 7   | 21 | Arnaud Vincent     | Team Fomma              | Honda        | 19   | +4.468    | 11      | 9     |
| 8   | 4  | Masao Azuma        | Liegeois Competition    | Honda        | 19   | +5.123    | 10      | 8     |
| 9   | 6  | Mirko Giansanti    | Axo Racing              | Honda        | 19   | +30.026   | 16      | 7     |
| 10  | 11 | Max Sabbatani      | Bossini Fontana Racing  | Aprilia      | 19   | +30.292   | 7       | 6     |
| 11  | 5  | Noboru Ueda        | FCC-TSR                 | TSR-Honda    | 19   | +30.417   | 13      | 5     |
| 12  | 25 | Joan Olivé         | Telefonica Movistar jnr | Honda        | 19   | +30.684   | 14      | 4     |
| 13  | 7  | Stefano Perugini   | Italjet Racing          | Italjet      | 19   | +30.860   | 27      | 3     |
| 14  | 15 | Alex De Angelis    | Matteoni Racing         | Honda        | 19   | +31.433   | 15      | 2     |
| 15  | 39 | Jaroslav Huleš     | Matteoni Racing         | Honda        | 19   | +31.802   | 12      | 1     |
| 16  | 16 | Simone Sanna       | Safilo Oxydo Race       | Aprilia      | 19   | +33.406   | 9       |       |
| 17  | 31 | Ángel Rodríguez    | Valencia Circuit Aspar  | Aprilia      | 19   | +36.162   | 23      |       |
| 18  | 12 | Raúl Jara          | MS Aprilia LCR          | Aprilia      | 19   | +36.542   | 26      |       |
| 19  | 20 | Gaspare Caffiero   | Bossini Fontana Racing  | Aprilia      | 19   | +37.248   | 22      |       |
| 20  | 28 | Gábor Talmácsi     | Racing Service          | Honda        | 19   | +41.564   | 19      |       |
| 21  | 10 | Jarno Müller       | PEV-Spalt-ADAC Sachsen  | Honda        | 19   | +41.660   | 20      |       |
| 22  | 37 | William De Angelis | Racing Service          | Honda        | 19   | +1:11.823 | 29      |       |
| 23  | 77 | Adrián Araujo      | Liegeois Competition    | Honda        | 19   | +1:34.039 | 30      |       |

### Ritirati
| Nº | Pilota               | Squadra                  | Motocicletta | Giri | Griglia |
| -- | -------------------- | ------------------------ | ------------ | ---- | ------- |
| 29 | Ángel Nieto Jr       | Viceroy Team             | Honda        | 17   | 6       |
| 34 | Eric Bataille        | Axo Racing               | Honda        | 7    | 24      |
| 8  | Gianluigi Scalvini   | Italjet Racing           | Italjet      | 7    | 21      |
| 17 | Steve Jenkner        | LAE - UGT 3000           | Aprilia      | 0    | 28      |
| 18 | Jakub Smrž           | Budweiser Budvar Hanusch | Honda        | 0    | 17      |
| 19 | Alessandro Brannetti | Team Crae                | Aprilia      | 0    | 25      |
| 22 | Pablo Nieto          | L & M Derbi              | Derbi        | 0    | 18      |